# Sym Optic
 (février 2025).
Sym Optic est une start-up spécialisée dans l’optique, qui propose des examens de vue dans des camions aménagés.

## Présentation
L'entreprise, co-fondée par Mohand Benabdelouahed et Erwan Corre, est soutenue financièrement par Pierre-Édouard Stérin et Yves Journel.
L'entreprise, qui dispose de 12 camionnettes aménagées appelées "médicobus", s'est positionnée sur le segment des deserts médicaux,. L'entreprise réalise aussi des partenariats afin de faciliter son installation dans certains espaces, comme avec le groupement Les Mousquetaires,, faisant réagir certains professionnel de l'optique qui considèrent ces installations comme déloyales.

## Histoire
En 2022, l'entreprise met en place la téléconsultation asynchrone : les examens de vue sont effectués de façon automatisée avec le patient, les mesures effectuées sont transmises à un médecin pour analyse, qui renvoie finalement les résultats au patient.
Le 31 décembre 2024, le syndicat national des ophtalmologistes de France (SNOF), dépose plainte pour faux, exercice illégal de la médecine et complicité. Sym Optic déclare en réaction que son offre est soutenue par les autorités publiques et que les prescriptions réalisées sont conformes.